# Lábod
Lábod là một thị trấn thuộc hạt Somogy, Hungary. Thị trấn này có diện tích 66,51 km², dân số năm 2010 là 2055 người, mật độ 31 người/km².